# Список дипломатических миссий Кувейта

Список дипломатических миссий Кувейта — международные отношения Кувейта направлены в первую очередь на поддержание тесных связей с исламскими государствами, а также со странами Европы и Северной Америки.

## Европа
- Вена (посольство)
- София (посольство)
- Лондон (посольство)
- Берлин (посольство)
  - Франкфурт-на-Майне (консульство)
- Афины (посольство)
- Мадрид (посольство)
- Рим (посольство)
  - Милан (консульство)
- Варшава (посольство)
- Бухарест (посольство)
- Москва (посольство)
- Киев (посольство)
- Будапешт (консульство)
- Париж (посольство)
- Гаага (посольство)
- Прага (посольство)
- Берн (посольство)
- Стокгольм (посольство)

## Северная Америка
- , Оттава (посольство)
- США Вашингтон (посольство)

## Южная Америка
- , Буенос-Айрес (посольство)
- Бразилиа (посольство)

## Африка
- Алжир (посольство)
- Каир (посольство)
- Аддис-Абеба (посольство)
- Найроби (посольство)
- , Триполи (посольство)
- , Рабат (посольство)
- , Абуджа (посольство)
- , Дакар (посольство)
- , Хартум (посольство)
- , Тунис (посольство)
- , Претория (посольство)

## Азия
- , Баку (посольство)
- , Дакка (посольство)
- , Манама (посольство)
- , Ханой (посольство)
- , Нью-Дели (посольство)
  - Мумбай (консульство)
- , Джакарта (посольство)

- , Сана (посольство)
- , Амман (посольство)
- , Доха (посольство)
- , Пекин (посольство)
- , Бейрут (посольство)
- , Куала-Лумпур (посольство)
- , Абу-Даби (посольство)
  - Дубай (генеральное консульство)
- , Маскат (посольство)
- , Исламабад (посольство)
  - Карачи (консульство)
- , Эр-Рияд (посольство)
  - Джидда (генеральное консульство)
- , Дамаск (посольство)
- , Бангкок (посольство)
- , Анкара (посольство)
- , Ташкент (посольство)
- , Манила (посольство)
- , Коломбо (посольство)
- , Сеул (посольство)
- , Токио (посольство)

## Океания
- Канберра (посольство)

## Международные организации
- - Женева — представительство при учреждениях ООН
  - Каир — представительство при ЛАГ
  - Нью-Йорк — представительство при ООН
  - Париж — представительство при ЮНЕСКО